# Sommer-Paralympics 1964
Die II. Paralympischen Sommerspiele wurden trotz fehlender Erfahrungen des Gastgebers im Behindertensport vom 3. bis zum 12. November 1964 in der japanischen Hauptstadt Tokio ausgetragen. Sie fanden zehn Tage nach Beendigung der XVIII. Olympische Sommerspiele an den gleichen Wettkampfstätten statt. Der Begriff Paralympics wurde mit diesen Spielen geprägt, in der Planung liefen sie noch als 13. Internationale Stoke Mandeville Games der Behinderten.

## Zeremonien

### Eröffnungsfeier
Die Eröffnungsfeier fand am 3. November 1964 vor etwa 5000 Zuschauern im Stadion Oda Field im olympischen Dorf statt. Die Schirmherren für die Spiele, Kronprinz Akihito und Kronprinzessin Michiko, waren anwesend.

### Schlussfeier
Die Abschlussfeier fand am 12. November 1964 vor etwa 5000 Zuschauern und in Anwesenheit des Kronprinzen Akihito und Kronprinzessin Michiko, Sir Guttmann, dem Vertreter des Premierministers von Japan, dem Gesundheitsminister und dem Gouverneur von Tokio in der Staatlichen Sporthalle Yoyogi statt.

## Teilnehmende Nationen
375 Athleten aus 21 Nationen nahmen an den Wettbewerben in neun Sportarten teil, darunter auch Sportler aus Südafrika: Obwohl von den regulären Olympischen Spielen ab diesem Jahr ausgeschlossen, gestattete man den Behindertensportlern die Teilnahme an den Paralympics. Das Vereinigte Königreich stellte mit 70 Athleten die größte Mannschaft, gefolgt von den USA mit 66 Teilnehmern.
| - Argentinien - Australien - Belgien - BR Deutschland - Fidschi - Frankreich - Vereinigtes Königreich | - Irland - Israel - Italien - Jamaika - Japan - Malta | - Niederlande - Österreich - Südrhodesien - Südafrika - Schweiz - Vereinigte Staaten |

## Sportarten
Bei den 2. Sommer-Paralympics wurde Gewichtheben als neue Sportart ins Wettkampfprogramm aufgenommen. In der Leichtathletik war der Demonstrationswettbewerb über eine Meile eine neue Paralympics-Disziplin dieser Sportart.
- Bogenschießen
- Darts
- Gewichtheben
- Leichtathletik
- Rollstuhlbasketball
- Rollstuhlfechten
- Schwimmen
- Snooker
- Tischtennis